# Бидентино (Форли-Чезена)
Бидентино је насеље у Италији у округу Форли-Чезена, региону Емилија-Ромања.
Према процени из 2011. у насељу је живело 77 становника. Насеље се налази на надморској висини од 33 м.